# La famiglia Addams si riunisce
La famiglia Addams si riunisce (Addams Family Reunion) è un film per la TV e direct-to-video statunitense del 1998 diretto da Dave Payne, il quarto con protagonista la famiglia Addams. Il film è stato prodotto dalla Saban Entertainment come pilota per la serie televisiva La nuova famiglia Addams, per essere trasmesso sul canale televisivo via cavo Fox Family Network.

## Trama
Gomez scopre che i suoi genitori sono affetti dal "morbo di Waltzheimer", e decide di organizzare una riunione di famiglia sperando che qualcuno dei suoi tanti parenti conosca una cura.
Sfortunatamente la compagnia incaricata di trovare i suoi parenti dimentica una "d" nel suo cognome e lo riunisce con la famiglia Adams, fra cui il malefico dottor Philip Adams che pianifica di avvelenare il padre e di cambiare il testamento.
Nel frattempo Fester e Mano cercano di catturare un cagnolino mutante che si nutre di capelli umani, e Pugsley si innamora di Gina Adams.

## Produzione
Il film, basato sui personaggi della famiglia Addams, creati da Charles Addams, è stato prodotto con l'intenzione di servire da reboot per rilanciare il franchise e da pilota per una nuova serie televisiva prodotta dalla Saban Entertainment.
Il regista Dave Payne intendeva dare al film un tono cupo e affilato, ma la Saban interferì con lo sviluppo del progetto, insistendo che la storia dovesse essere finalizzata solamente a intrattenere i bambini, abbandonando così molto dello humor nero e della satira anarchica presente nei precedenti due episodi del franchise. La casa di produzione Saban, comunque, voleva che Payne imitasse l'aspetto della popolare duologia del 1991-1993 della Paramount e della serie televisiva del 1964, rigettando l'idea originale sviluppata dal regista e dagli sceneggiatori. Come risultato il film ha ricevuto una cattiva accoglienza da parte dei critici, che hanno stroncato la sceneggiatura, gli effetti speciali, la scenografia e molte delle interpretazioni, lodando solamente l'interpretazione di Tim Curry, che hanno definito la miglior parte del film.

### Pre-produzione
In seguito ai due film cinematografici La famiglia Addams (The Addams Family) del 1991 e La famiglia Addams 2 (Addams Family Value) del 1993, la Saban acquisì i diritti del marchio della Famiglia Addams per il mercato dell'home video. A causa del deludente risultato di botteghino de La famiglia Addams 2 e della morte di Raul Julia che interpretava Gomez Addams, la Paramount decise di non produrre un terzo film, cosa che fece decidere alla Saban di riavviare la serie.
La famiglia Addams si riunisce venne così prodotto dalla Saban con la Warner Bros. I due studio pianificarono inoltre di produrre una serie intitolata La nuova famiglia Addams (The New Addams Family) e intendevano produrre anche un film pilota per la serie della durata di due ore, che sarebbe divenuto La famiglia Addams si riunisce. La Saban pianificò una première del film sul canale via cavo di proprietà della compagnia, prima di distriburila direct-to-video, e far seguire il film con una serie televisiva se questo fosse stato ben accolto.
La famiglia Addams si riunisce venne scritto da Rob Kerchner, che aveva già alle spalle numerose sceneggiature per sequel direct-to-video, e da Scott Sandin. La Saban voleva che la sceneggiatura fosse intesa unicamente per un pubblico di bambini, con un minore coinvolgimento dell'audience adulta. David Payne, che aveva già alle spalle una cerca esperienza registica con film horror a basso costo direct-to-video per Roger Corman, venne ingaggiato quale regista.
Secondo Payne, la Saban acquistò i diritti dagli eredi di Charles Addams e sentiva che avrebbe potuto realizzare un film più fresco di carattere dark fantasy, comparando l'approccio a quello che avrebbe adottato come direttore per i fratelli Coen. La Saban, invece, voleva che lui imitasse i film di Barry Sonnenfeld e la serie del 1964, rigettando ogni idea originale proposta da Payne. In aggiunta all'abbandono del caratteristico humor nero dei precedenti film, Nathan Rabin sostiene inoltre che La famiglia Addams si riunisce ha solo una minima parte della satira anarchica dei film di Sonnenfeld: il solo aspetto satirico del film sta nel fatto che la "normale" famiglia Adams, alla cui riunione gli Addams partecipano per errore, "rivela essere molto più ambigua, connivente e malvagia del morboso, ma in fondo buono, clan Addams.

### Cast
Il produttore intendeva tessere una continuità tra i due film della Paramount e la nuova serie televisiva e propose così ad Anjelica Huston e Christopher Lloyd di riprendere i loro ruoli di Morticia Addams e Zio Fester, ma entrambi rifiutarono. Il regista Dave Payne, nega invece che la Houston e Lloyd siano mai stati considerati per il cast del film. Christina Ricci e Jimmy Workman, entrambi diciottenni al tempo, erano troppo grandi per riprendere i loro ruoli di Mercoledì e Pugsley. I soli attori a riprendere il ruolo già sostenuto nei film della Paramount furono così Carel Struycken nella parte di Lurch e Christopher Hart in quella di Mano.
Come nuovi interpreti di Gomez e Morticia furono quindi scelti Tim Curry e Daryl Hannah, affiancati da Pat Thomas nella parte di Fester e Nicole Fugere in quella di Mercoledì, ruolo che riprenderà nella serie televisiva La nuova famiglia Addams (The New Addams Family) successiva al film, unico componente del cast del film ad apparire anche nella produzione televisiva. Secondo Payne, lui e Tim Curry pensavano che Gomez avrebbe dovuto essere maggiormente "strambo" rispetto al personaggio del latin lover che Raul Julia creò per la duologia della Paramount. La maggior parte del cast, inoltre, compresi  Alice Ghostley, Ray Walston, Clint Howard ed Ed Begley Jr., erano già apparsi in numerosi film direct-to-video.

### Riprese
La famiglia Addams si riunisce è stato girato a Los Angeles nei 30 giorni programmati. Ed Begley Jr. arrivò sul set il primo giorno di riprese completamente impreparato per la parte che doveva sostenere, quella di un tennista professionista, spiegando che non aveva nessuna idea di come si gioca a tennis, cosicché il regista fu costretto a girare in modo da non rivelare l'inabilità dell'attore di giocare a tennis. Begley ebbe inoltre difficoltà con i costumi, a causa del suo fermo ambientalismo, infatti, rifiutò di indossare qualsiasi indumento di origine animale come la pelle.

## Colonna sonora
La celebre sigla della serie teleivisva originale venne eseguita dal gruppo Strate Vocals in una versione doo-wop, che Yahoo! definisce "terribile". Secondo Payne, egli sviluppò una sequenza di apertura "cupa e spigolosa", con la musica composta dall'autore della colonna sonora, ma la produzione, senza che lui ne fosse a conoscenza, la sostituì con la musica di "una qualche boy band in magliette colorate fluorescenti".

## Distribuzione
Prodotto dalla Saban Entertainment e dalla Family Fox Films, il film è stato prodotto come pilota per la serie televisiva La nuova famiglia Addams (The New Addams Family) e trasmesso dal canale televisivo via cavo Family Fox Network, per inaugurare il canale stesso.
Il film è stato inoltre distribuito direct-to-video nel solo formato VHS, non esiste infatti ancora alcuna edizione del film né in DVD né in Blu-ray.

## Accoglienza
Il film è stato male accolto dai critici, che sostengono non regga il confronto con i film della Paramount, che la Saban e la Warner Bros. hanno tentato senza successo di imitare. Nathan Rabin ha scritto che "i dialoghi sono terribili, la recitazione da sitcom e la regia insignificante". Altri punto oggetto di critica negativa includono la rudimentale CGI e l'economico design della produzione. Comunque Bloody Disgusting, Den of Geek e Nathan Rabin sono tutti concordi nel lodare l'interpretazione di Gomez Addams da parte di Tim Curry.